# Timm Kern

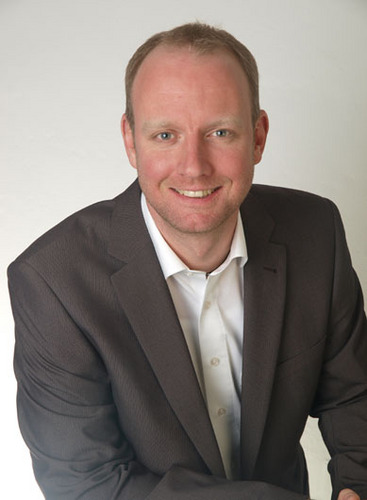
Timm Kern

Timm Peter Kern (* 7. Februar 1972 in Tübingen) ist ein deutscher Politiker der FDP. Seit April 2011 ist er Landtagsabgeordneter in Baden-Württemberg für den Wahlkreis Freudenstadt (Wahlkreis 45). Kern ist stellvertretender Fraktionsvorsitzender und Sprecher für Bildung, Hochschulen, Kirchen und Religionsgemeinschaften der FDP/DVP-Landtagsfraktion.

## Ausbildung und Beruf
Timm Kern wuchs in Horb am Neckar auf, wo er nach dem Besuch der Grundschule in Horb-Rexingen und des Martin-Gerbert-Gymnasiums in Horb 1991 sein Abitur bestand. Anschließend absolvierte er ein dreimonatiges Sozialpraktikum auf der Kinder- und Säuglingsstation im Kreiskrankenhaus Freudenstadt. An der Eberhard-Karls-Universität Tübingen studierte er Katholische Theologie, Geschichte und Politikwissenschaft. Danach studierte er 1997 und 1998 an der American University in Washington Friedens- und Konfliktforschung. Außerdem arbeitete er in diesem Jahr beim Democratic Congressional Campaign Committee (DCCC), bei der Deutschen Botschaft und bei der Gesellschaft für wirtschaftliche Zusammenarbeit (GWZ).
Von 2005 bis 2007 absolvierte Kern sein Referendariat an der Geschwister-Scholl-Schule und am Kepler-Gymnasium in Tübingen, das er mit dem Zweiten Staatsexamen beendete. Ab 2007 unterrichtete Kern am Friedrich-List-Gymnasium Reutlingen die Fächer Gemeinschaftskunde, Wirtschaft, Geschichte und katholische Religion.
Im Jahr 2007 wurde er bei Hans-Georg Wehling zum Dr. rer. soc. an der Eberhard-Karls-Universität Tübingen mit magna cum laude promoviert. Seine Dissertation wurde veröffentlicht unter dem Titel Warum werden Bürgermeister abgewählt? Eine Studie aus Baden-Württemberg über den Zeitraum von 1973 bis 2003. 2009 wurde er zum Studienrat ernannt.

## Politische Tätigkeit

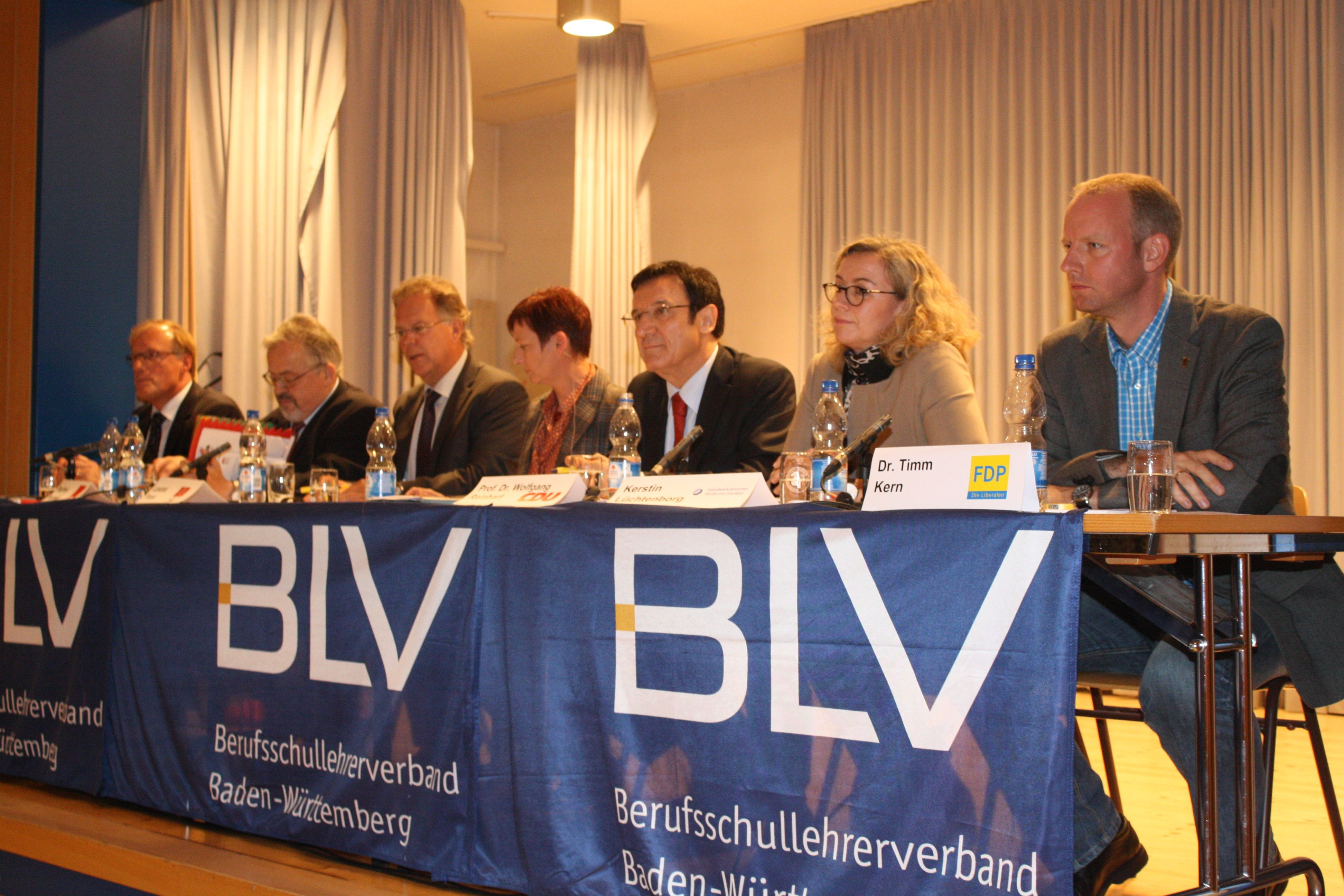
Timm Kern (rechts) mit Vertretern verschiedener Parteien auf einer Podiumsdiskussion zur Zukunft der Beruflichen Bildung (2012)

Timm Kern trat 1989 den Jungen Liberalen und 1991 der FDP bei. 1993 wurde er Mitglied der Bundeskirchenkommission der FDP. Ein Jahr später folgte seine Wahl in den Gemeinderat von Horb am Neckar, dem er bis 2002 angehörte, zudem saß er von 1999 bis 2002 im Kreistag des Landkreises Freudenstadt. Er kandidierte 1994 bei der Europawahl. In den Jahren 1994 und 1995 war Kern stellvertretender Landesvorsitzender der Jungen Liberalen Baden-Württemberg und in dieser Position zuständig für Presse- und Öffentlichkeitsarbeit. Von 1995 bis 2002 war er Fraktionsvorsitzender der Freien Demokraten/Freien Wähler im Gemeinderat Horb. Bei der Landtagswahl in Baden-Württemberg 1996 kandidierte Kern und erzielte ein Ergebnis von 11,5 Prozent, das nicht für den Einzug in den Landtag reichte.
Bei der Landtagswahl 2011 erreichte er im Wahlkreis Freudenstadt 7,6 Prozent und zog somit über ein Zweitmandat in den Landtag ein. Im Juli 2013 übernahm er von Friedrich Bullinger das Amt des Parlamentarischen Geschäftsführers, welches er bis Mai 2021 innehatte. Seit 1. August 2013 ist Kern stellvertretender Fraktionsvorsitzenden der FDP/DVP-Landtagsfraktion. Bei der Landtagswahl am 13. März 2016 wurde er mit einem Stimmenanteil von 13,46 Prozent erneut in den Landtag gewählt und erreichte damit das beste Ergebnis aller FDP-Kandidaten in Baden-Württemberg (Landesschnitt: 8,3 Prozent). Aufgrund eines Burn-outs trat Kern im Januar 2019 von Amt des FDP-Kreisvorsitzenden Freudenstadt, das er seit November 2012 innehatte, zurück. Bei der Landtagswahl 2021 erreichte Kern 14,8 Prozent und zog erneut in den Landtag ein. Im November 2022 wurde er erneut in das Amt des FDP-Kreisvorsitzenden Freudenstadt gewählt. Bei der Landtagswahl 2026 kandidiert Kern im Wahlkreis Hechingen-Münsingen.
Kern ist Mitglied im Präsidium des Landtags von Baden-Württemberg (seit 2016) sowie Mitglied in den Ausschüssen für „Kultus, Jugend und Sport“ (seit 2013) und für „Wissenschaft, Forschung und Kunst“ (seit 2021). Außerdem ist er Sprecher für Bildung, Hochschulen, Kirchen und Religionsgemeinschaften der FDP/DVP-Landtagsfraktion.

## Familie und Privates
Kern ist seit 2000 verheiratet, hat zwei Kinder und ist römisch-katholisch. Er ist Mitglied der Theologenverbindung AV Albertus Magnus Tübingen.

## Veröffentlichungen
- Zachor! Persönliche Erfahrungen. In: Was bleibt von der Vergangenheit? Die junge Generation im Dialog über den Holocaust. Hrsg.: Stiftung für die Rechte zukünftiger Generationen, Berlin: 1999, S. 107ff.
- Denk ich an Deutschland in der Nacht…  In: Wer macht, bestimmt. Impulse für eine liberale Bürgergesellschaft, Arbeitskreis Demokratie der Stipendiaten der Friedrich-Naumann-Stiftung, Berlin 2004, S. 144ff.
- Warum werden Bürgermeister abgewählt? Eine Studie aus Baden-Württemberg über den Zeitraum von 1973 bis 2003. Stuttgart 2008, 2. Auflage, 397 Seiten.
- Friede den Schulen! Gedanken zur Bildungspolitik, Berlin 2016, 168 Seiten.
- Die Grundschulempfehlung wieder verbindlich machen, in: Gymnasium Baden-Württemberg 1–2/2020, S. 15.